# William Leuchtenburg
William Edward Leuchtenburg, né le 28 septembre 1922 à Ridgewood (New York) et mort le 28 janvier 2025 à Chapel Hill (Caroline du Nord), est un historien américain. Il est professeur émérite d'histoire William Rand Kenan Jr. à l'Université de Caroline du Nord à Chapel Hill et un spécialiste reconnu de la vie et de la carrière de Franklin Delano Roosevelt.

## Carrière
William Leuchtenburg est né à New York le 28 septembre 1922. Dans la série documentaire Prohibition de Ken Burns, il décrit, lorsqu'il est enfant, comment son père a été dénoncé pour avoir exploité une distillerie illégale pendant la période de la Prohibition. Il obtient son baccalauréat en 1943 à l'Université Cornell, où il est intronisé à la Phi Beta Kappa Society. Il obtient ensuite son doctorat de l'Université Columbia en 1951.
Il remporte le prix de littérature de Caroline du Nord en 2007.
Il est consultant en programmes pour la série documentaire Prohibition de Ken Burns, créée sur PBS en octobre 2011.
Il est un ancien président de la Société américaine d'histoire, de l'Organisation des historiens américains et de la Société des historiens américains.

## Publications
William Leuchtenburg est l'auteur de plus d'une douzaine de livres sur l'histoire du XXe siècle dont Franklin D. Roosevelt and the New Deal,, 1932-1940, lauréat du prix Bancroft (1963), un volume de la série New American Nation co-édité par son mentor Henry Steele Commager et Richard B. Morris. Il écrit aussi :
- « Progressivism and Imperialism: The Progressive Movement and American Foreign Policy, 1898-1916 ». Revue historique de la vallée du Mississippi 39.3 (1952) : 483-504. en ligne
- « Roosevelt, Norris and the 'Seven Little TVA'. » Journal de politique 14.3 (1952) : 418-441.
- Flood Control Politics: The Connecticut River Valley Problem, 1927-1950 (1953)
- The Perils of Prosperity, 1914-1932 (1958) (ISBN 978-0-226-47371-0) en ligne
- The New Freedom: A Call for the Emancipation of the Generous Energies of a People  (Introduction) (1961)
- The LIFE History of the United States, Volume 11: 1933-1945 – New Deal and Global War (1963)
- The LIFE History of the United States, Volume 12: From 1945 – The Great Age of Change (1963)
- Franklin D. Roosevelt and the New Deal, 1932-1940 (1963) en ligne
- « The Origins of Franklin D. Roosevelt's" Court-Packing" Plan. » La révision de la Cour suprême 1966 (1966) : 347-400.
- The New Deal: A Documentary History (1968)
- Growth of the American Republic (2 vol.) avec Samuel Eliot Morison et Henry Steele Commager (1969)
- A Troubled Feast: American Society Since 1945 (1973)
- « A Klansman Joins the Court: The Appointment of Hugo L. Black. » Revue de droit de l'Université de Chicago 41 (1973) : 1+.
- New Deal and Global War (1974)
- The Growth of the American Republic  (Volume I) avec Samuel Eliot Morison et Henry Steele Commager (1980)
- A Concise History of the American Republic (volume unique) avec Samuel Eliot Morison et Henry Steele Commager (1983)
- In the Shadow of FDR: From Harry Truman to Ronald Reagan (1989 ; quatrième édition, sous-titrée From Harry Truman to Barack Obama, 2009) en ligne
- The Perils of Prosperity, 1914-1932 (L'histoire de Chicago de la civilisation américaine) (1993)
- The Supreme Court Reborn: The Constitutional Revolution in the Age of Roosevelt  (1996)
- The FDR Years: On Roosevelt and His Legacy  (1997)
- American Places: Encounters with History (éditeur) (2000)
- That Man: An Insider's Portrait of Franklin D. Roosevelt avec Robert H. Jackson et al. (2004)
- The White House Looks South: Franklin D. Roosevelt, Harry S. Truman, Lyndon B. Johnson (2005)
- The Executive Branch (2006)
- Herbert Hoover (The American Presidents Series) (2006)
- The American President: From Teddy Roosevelt to Bill Clinton (2015)